# Мирза, Фахан
Фаха́н Мирза́ (англ. Farhan Mirza, род. 16 февраля 1975 года) — шведский бывший профессиональный игрок в снукер, эмигрировавший из Пакистана.

## Карьера
Лучшим достижением пакистано-шведского игрока являются его медали на Азиатских Играх-2006, а также 11-й раунд квалификации ЧМ-2001. В 2004 году Фахан женился на шведской девушке и переехал в Швецию. С тех пор он выступает именно за эту скандинавскую страну.

## Достижения в карьере
- Чемпионат мира 11-й раунд квалификации — 2001
- Призёр Азиатских Игр — 2006
- Чемпион Швеции — 2005
- Финалист чемпионата Швеции — 2004
- Финалист чемпионата Пакистана — 2000
- World Snooker Asia Play Off финалист — 2000
- Финалист чемпионата Азии среди юниоров — 1993, 1994[1]